# 애지초
《애지초》(중국어 간체자: 爱之初, 정체자: 愛之初, 병음: Ài zhī chū 아이즈추[*], 영어: The Way Love Begins 더 웨이 러브 비긴즈[*])는 2020년 방송되었던 중국의 드라마이다.

## 소개
- 사랑하는 남자를 만나 직장을 그만두고 멀리 미국으로 떠났지만, 해외에서 어려움을 겪은 뒤 결국 귀국하여 자신감을 되찾고 꿈과 행복을 이루는 이야기

## 등장 인물
- 위페이훙 - 사교 역
- 진역비 (David) - 진회 역
- 강무 - 티엔아마이 역
- 이내문 (李乃文) - 소우산 역
- 안병연 (颜丙燕) - 전목정정 역
- 왕이난 - 티엔샤오마이 역
- 임위 (任伟) - 소면 역
- 유리리 (刘莉莉) - 우산마 역
- 우동강 (于东江) - 우산파 역
- 고원 (Gianna) - 사우 역